# سكوت ماي (لاعب كرة قاعدة)
سكوت ماي (بالإنجليزية: Scott May)‏ هو لاعب كرة قاعدة أمريكي، ولد في 11 نوفمبر 1961 في ويست بيند في الولايات المتحدة.

## وصلات خارجية
- سكوت ماي على موقع دوري كرة القاعدة الرئيسي (الإنجليزية)
- سكوت ماي على موقعبيزبول رفرنس.كوم (الدوري الرئيسي) (الإنجليزية)
- سكوت ماي على موقعبيزبول رفرنس.كوم (الدوري الثانوي) (الإنجليزية)